# Quiricus en Julitta

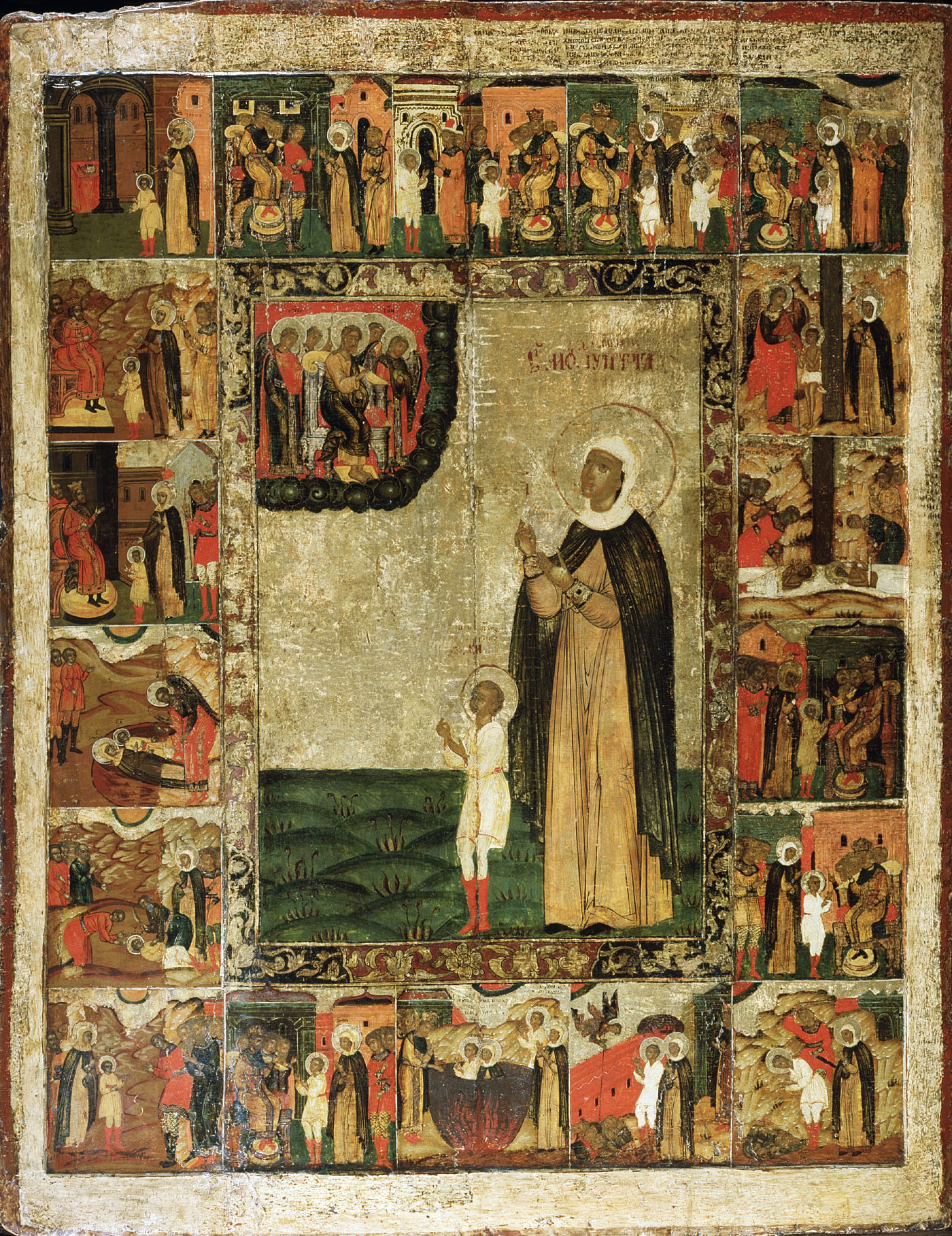
Quiricus en Julitta

De heilige Julietta (ook gekend als Julitta (Grieks: Ἰουλίττα)) en haar zoon de heilige Quiricus (ook gekend als Kērykos (Grieks: Κηρύκος), Cyriacus, Qyriacus, Cyricus, Ciricus en Cyr) werden doodgemarteld in 304 in Tarsus. De Rooms-Katholieke Kerk viert hun naamdag op 16 juni.
Ze vluchtten weg van Iconium naar Isauria. Ze werden gemarteld en vermoord tijdens de vervolgingen van Diocletianus. Volgens een legende zou op de plaats waar ze begraven werd, een wonderbaarlijke bron ontstaan zijn die de zieken genas en de gezondheid verbeterde van diegene die er zich in onderdompelen.
Sommigen geleerden beweren dat dit verhaal volledig verzonnen is en het is zeker dat door vroegere schrijvers, dit populaire en navertelde verhaal, enorm werd verfraaid.